# Melanagromyza nigrimaculata
Melanagromyza nigrimaculata är en tvåvingeart som beskrevs av Spencer 1959. Melanagromyza nigrimaculata ingår i släktet Melanagromyza och familjen minerarflugor. Inga underarter finns listade i Catalogue of Life.